# Silvía Night
Silvía Night (in islandese: Silvía Nótt) è il personaggio protagonista dello spettacolo islandese "Sjáumst með Silvíu Nótt" (Ci si vede con Silvía Nótt), interpretato dall'attrice e cantante islandese Ágústa Eva Erlendsdóttir.

## Biografia
Ha partecipato all'Eurovision Song Contest 2006 come rappresentante dell'Islanda presentando il brano Congratulations.
La sua partecipazione al Festival fu controversa e accolta dalle polemiche per gli atteggiamenti e le dichiarazioni del personaggio.

## Discografia
Album
- 2007 - Goldmine